# Kanton Le Val du Dropt
 Le Val du Dropt  is een kanton van het Franse departement Lot-et-Garonne. Het kanton maakt deel uit van de arrondissementen  Marmande (15) en Villeneuve-sur-Lot (10)

Het telt 12.627  inwoners in 2018.

Het kanton werd gevormd ingevolge het decreet van 26 februari 2014 met uitwerking op 22 maart 2015 door samenvoeging van de opgeheven kantons Castillonnès en Lauzun en met Miramont-de-Guyenne als hoofdplaats.

## Gemeenten
Het kanton omvat volgende gemeenten:
- Agnac
- Allemans-du-Dropt
- Armillac
- Bourgougnague
- Cahuzac
- Castillonnès
- Cavarc
- Douzains
- Ferrensac
- Lalandusse
- Laperche
- Lauzun
- Lavergne
- Lougratte
- Miramont-de-Guyenne
- Montauriol
- Montignac-de-Lauzun
- Peyrière
- Puysserampion
- Roumagne
- Saint-Colomb-de-Lauzun
- Saint-Pardoux-Isaac
- Saint-Quentin-du-Dropt
- Ségalas
- Sérignac-Péboudou